# Knappenhalde

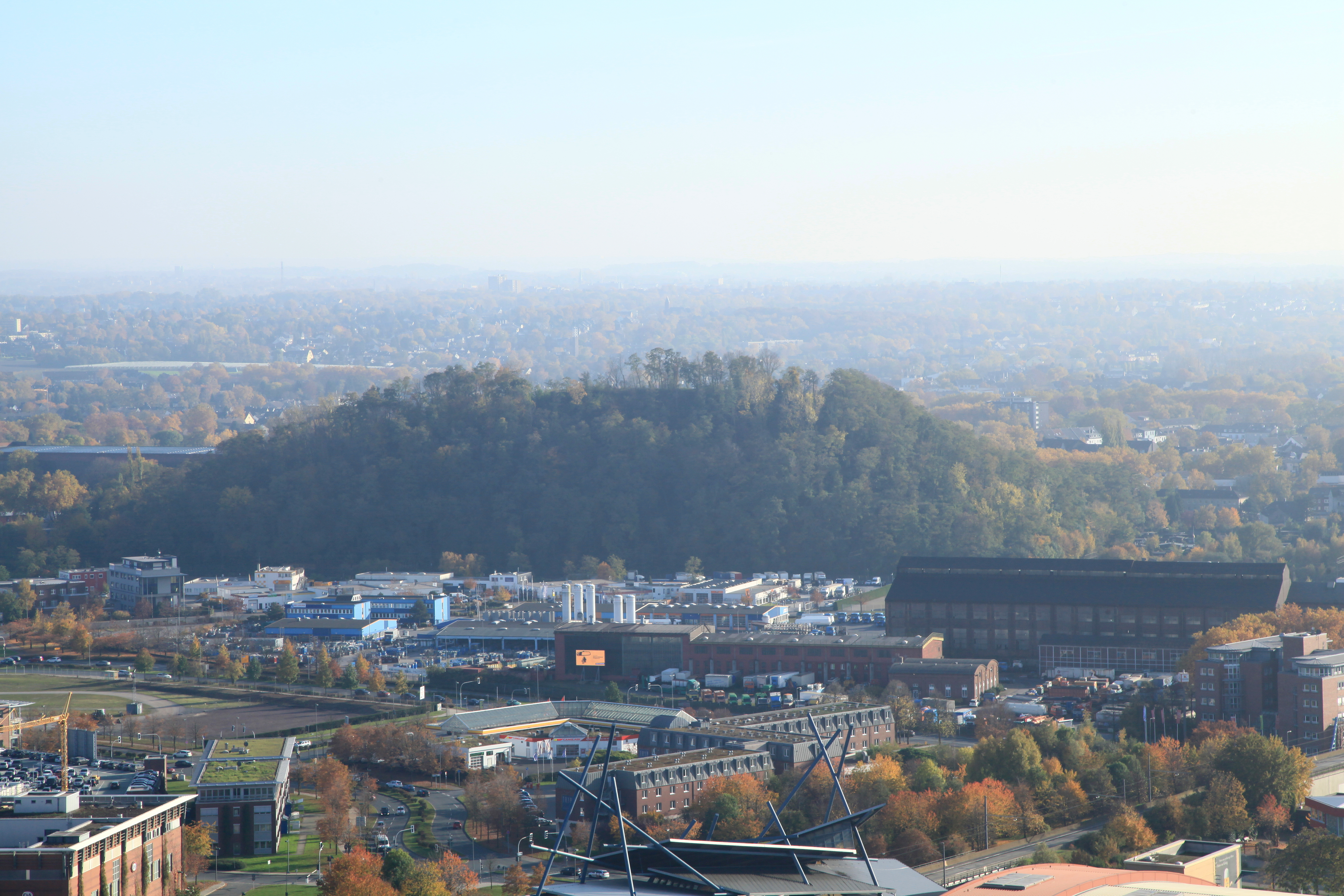
Die Knappenhalde in Oberhausen (2015)

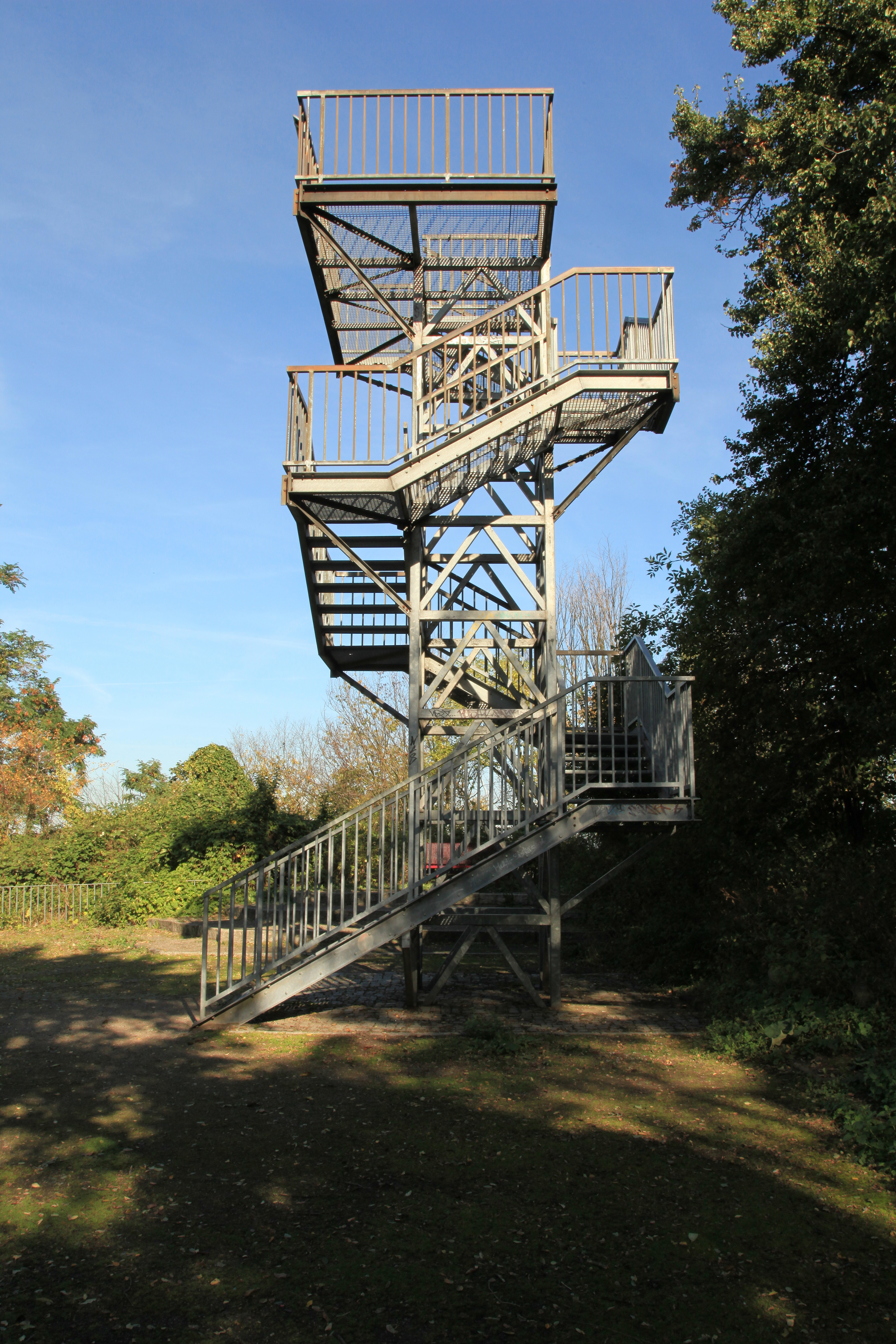
Aussichtsturm auf der Knappenhalde (2012)

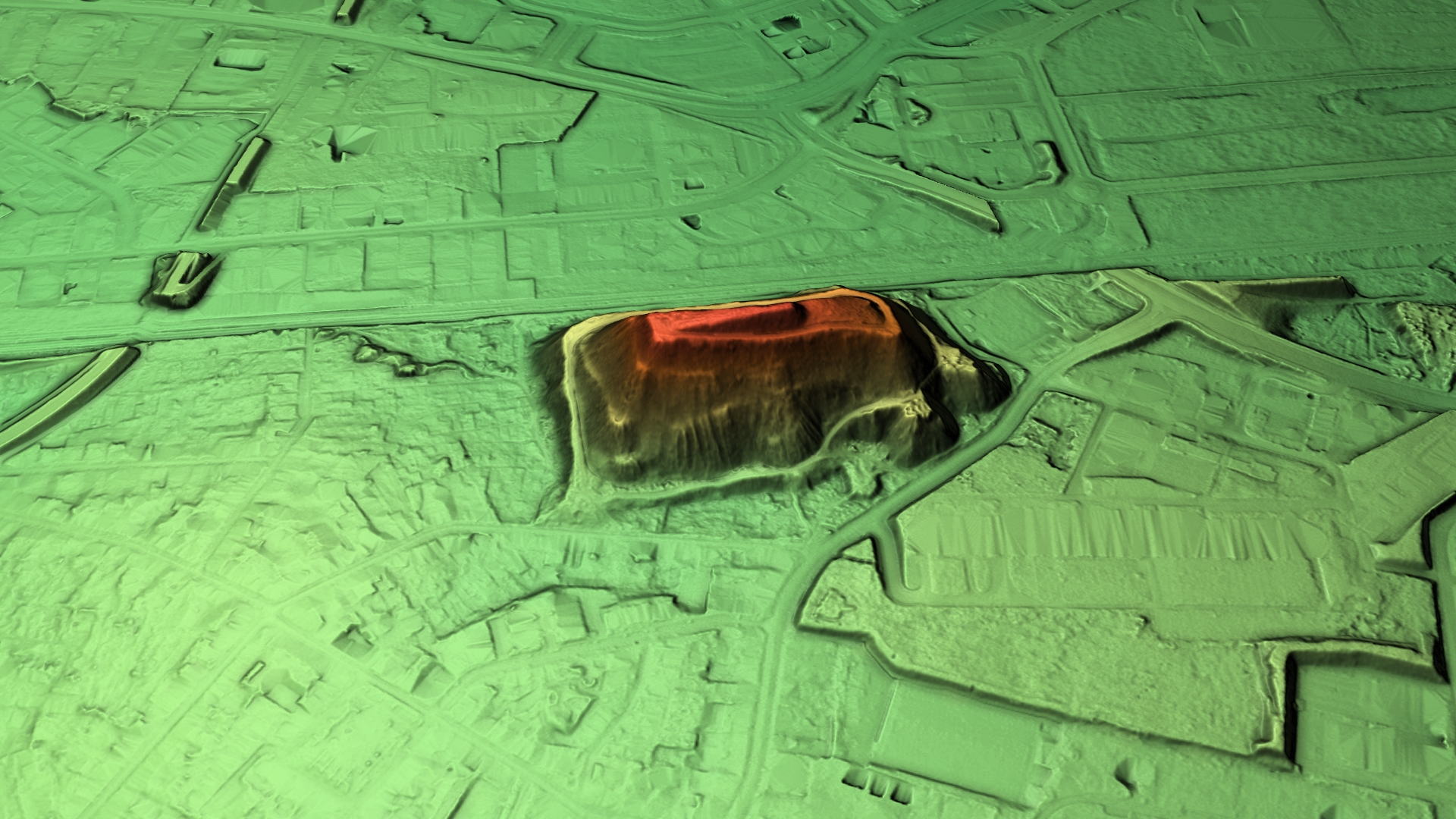
3D-Ansicht des digitalen Geländemodells

Die Knappenhalde (im Volksmund scherzhaft Monte Schlacko) ist eine spitzkegelige Bergehalde in Oberhausen. Mit 102 m ü. NHN und 55 Metern über umliegendem Geländeniveau ist sie die höchste Erhebung im Stadtgebiet.

## Geschichte
Die Halde befindet sich mit einer Grundfläche von rund acht Hektar auf dem Gelände des ehemaligen landwirtschaftlichen Schliepershofs, der nördlich der 1847 in Betrieb genommenen Köln-Mindener Eisenbahn lag. Graf Ludolf von Westerholt-Giesenberg hatte die Besitzung Schlieper 1773 an die damalige Fürstäbtissin vom Stift Essen, Franziska Christine von Pfalz-Sulzbach, für die Finanzierung eines Waisenhauses verkauft. Mit dem Übergang des Stiftes Essen an Preußen (1802/1803), der Säkularisation, wurden die Ländereien preußischer Besitz. 1808 kam das Gelände an die Brüder Franz und Gerhard Haniel, Heinrich Arnold Huyssen sowie Gottlob Jacobi, die die Vorgesellschaft der benachbarten Gutehoffnungshütte gründeten.
Mit Beginn der Kohlenförderung auf der angrenzenden Zeche Oberhausen 1857 begann die Aufschüttung der Halde mit Abraum. Das später benachbarte, namensgebende Knappenviertel wurde in den Jahren 1870 und 1892 für die Arbeiterfamilien der Gutehoffnungshütte gebaut. Nach vorübergehendem, teilweisem Privatbesitz von Bürgermeister Ludwig Stock der Bürgermeisterei Borbeck wurde das Gebiet Eigentum des benachbarten Stahlkonzerns Gutehoffnungshütte, der sie nach Schließung der Zeche Oberhausen 1931 zur Schüttung von Hochofenschlacke nutzte (daher die Bezeichnungen Schlackeberg und Monte Schlacko). 
In den Jahren 1943/44 trieb man ein etwa 500 Meter langes Stollensystem als Luftschutzbunker mit vier Zugängen in die Basis der Halde. Nach dem Zweiten Weltkrieg wurden etwa eine Million Kubikmeter Trümmerschutt von im Krieg zerstörten etwa 10.000 Wohnhäusern Oberhausens aufgebracht.
Zwischen 1950 und dem Anfang der 1960er Jahre wurde die Halde durch Schüler und Schülerinnen, Lehrlinge und Strafgefangene mit insgesamt 200.000 Weidenschösslingen und 50.000 Jungbäumen begrünt. Dann erwarb die Stadt Oberhausen die Halde vom Thyssen-Konzern.
Aufgrund des nährstoffarmen Bodens und den Folgen des Pfingststurms ELA 2014 wurde die Vegetation der Halde im Jahr 2016 aufgeforstet, auch damit das Wurzelwerk weiterhin den Aufbau der Halde schützt. So folgte die Bepflanzung mit eintausend jungen Erlen, Robinien und Berg-Ahornen sowie mit je 165 Holunder-, Weißdorn- und Haselnusssträuchern. Etwa alle fünf bis 10 Jahre wird der Haldenwald aufgeforstet.

## Heutiger Zustand
Die Halde dient heute der Freizeit und Erholung. Ab 1980 wurde sie für die Freizeitnutzung hergerichtet, indem Waldschneisen geschlagen und Wege angelegt wurden. Auf der Haldenspitze wurde ein 15 Meter hoher Aussichtsturm aus verzinktem Stahl errichtet. Im Zuge einer Wohnumfeldverbesserung entstanden auf und um die Halde herum einige Kunstwerke:
- Eisenschaffende Industrie von Ernst Baumeister und Adolf Franken (1990), auf dem Boden liegende, mehrteilige Eisenskulptur am nördlichen Fuß der Halde
- Durchblick von Kuno Lange aus Mülheim an der Ruhr (1993), Stahlskulptur am westlichen Fuß der Halde, vier Meter hoch, sechs Meter breit[3]
- Industrietempel von Hannes Forster (1994), neogotische Backsteinhäuschen auf den Pfeilern der ehemaligen Lorenbahn erinnern, laut Forster, an Grabmale, denn in ihnen sei auch die Arbeit des Menschen begraben
- Berg der Arbeit von Werner Philipp Klunk (1994), 16 Pflastersteinskulpturen auf dem Wanderpfad auf die Halde

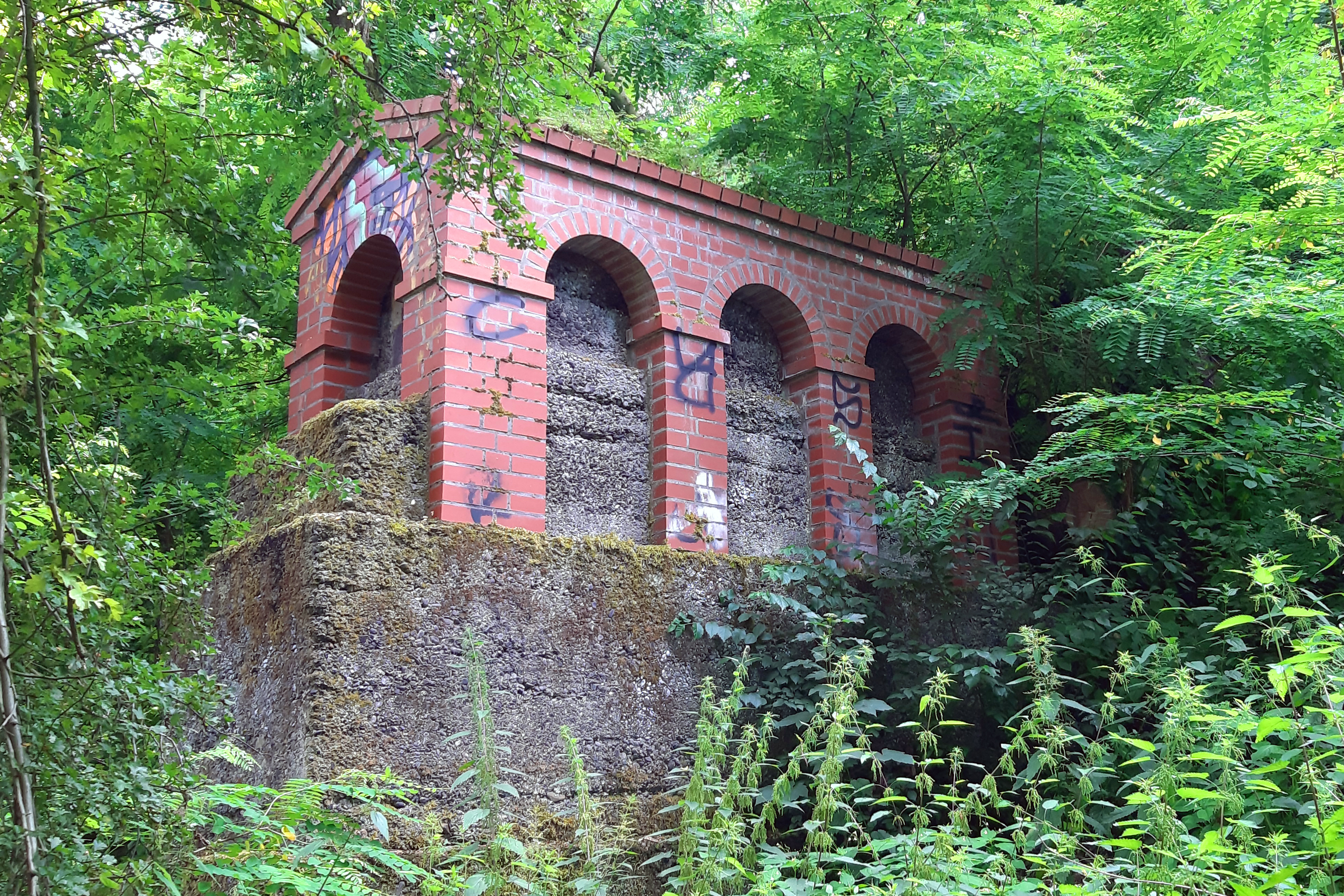
Industrietempel von Hannes Forster
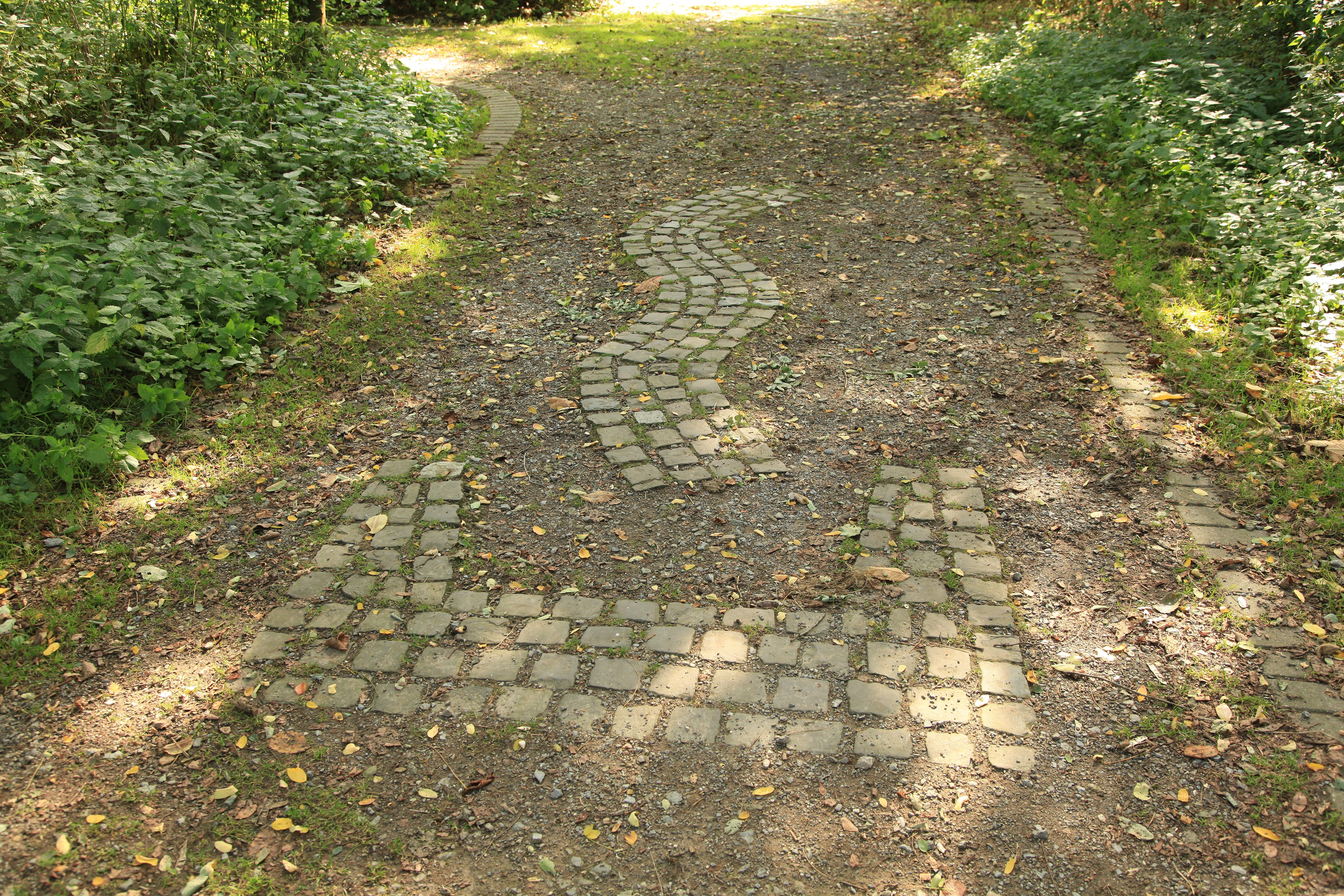
Pflastersteinskulpturen auf dem Wanderpfad auf die Halde weitere Bilder
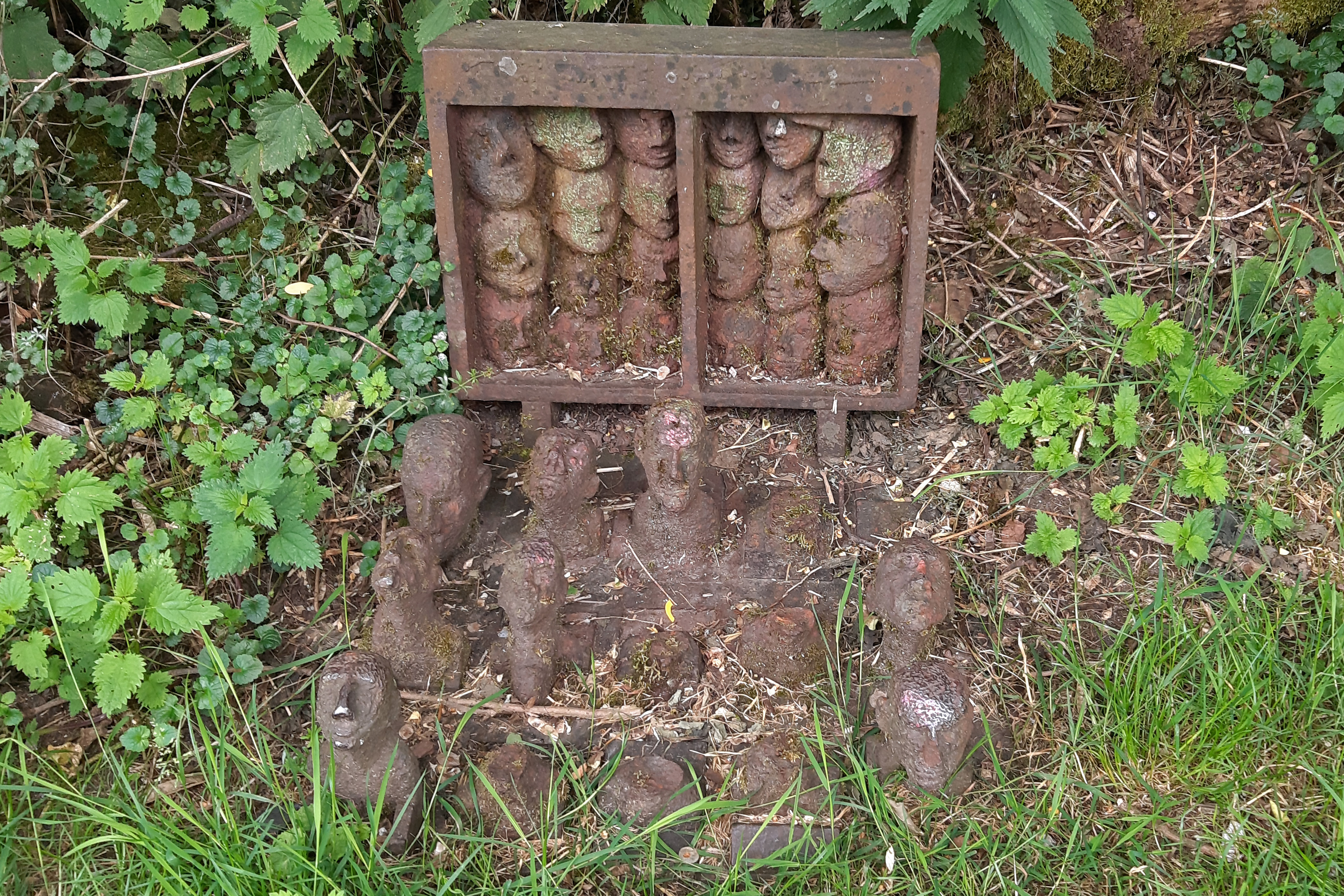
Eisenschaffende Industrie (1)
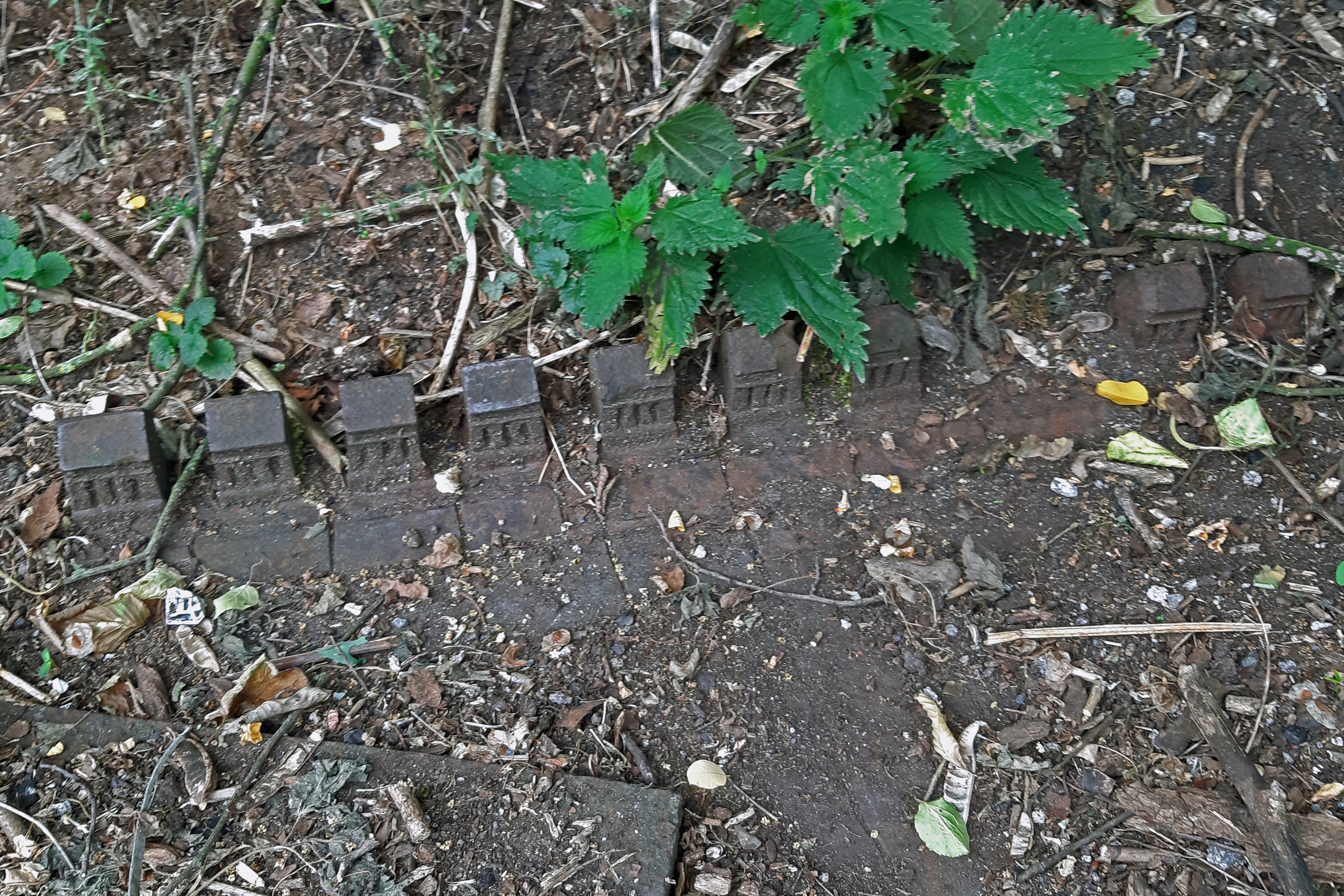
Eisenschaffende Industrie (2)
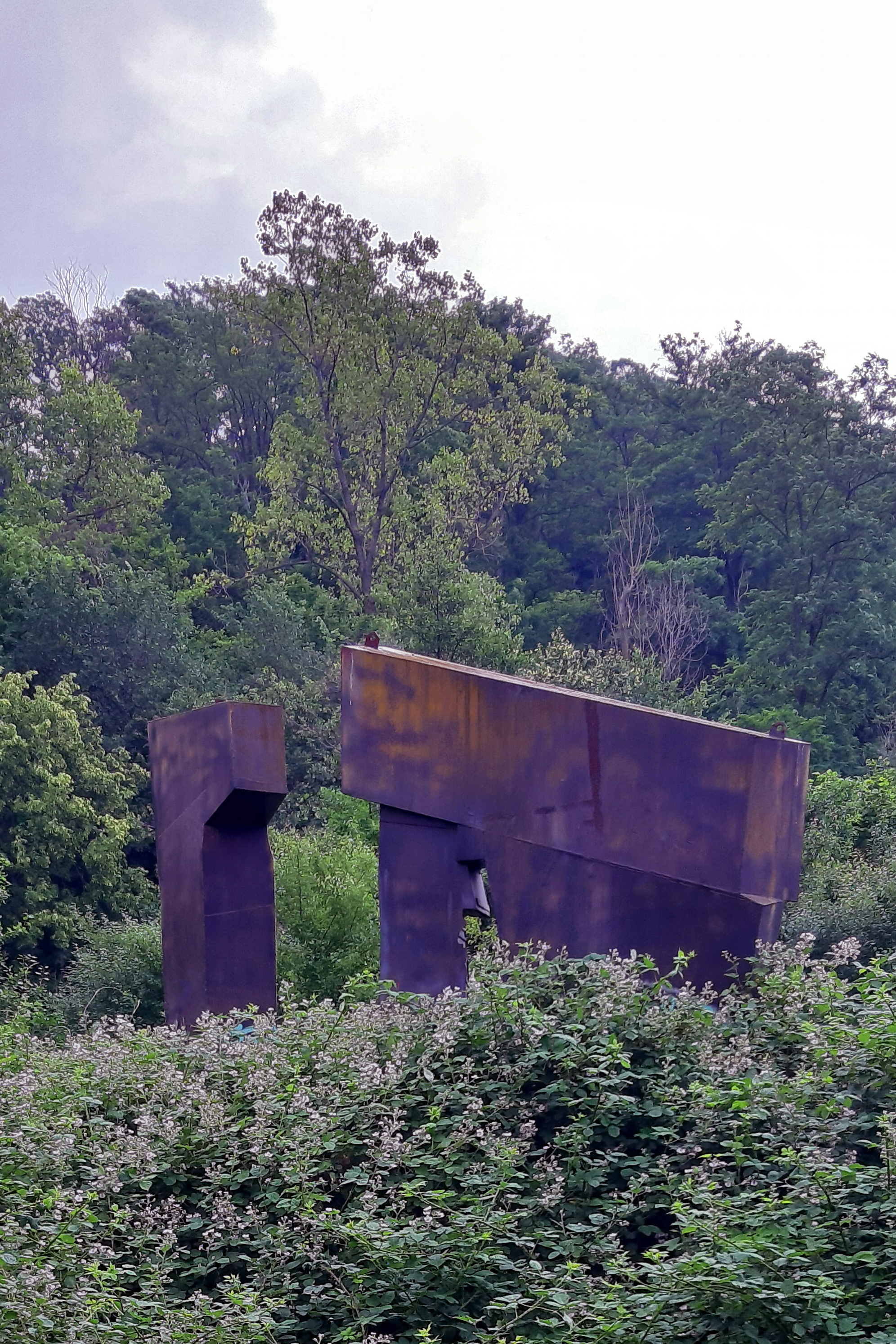
Durchblick von Kuno Lange

Die Knappenhalde ist Teil der Route der Industriekultur.